# Églises de maison chinoises

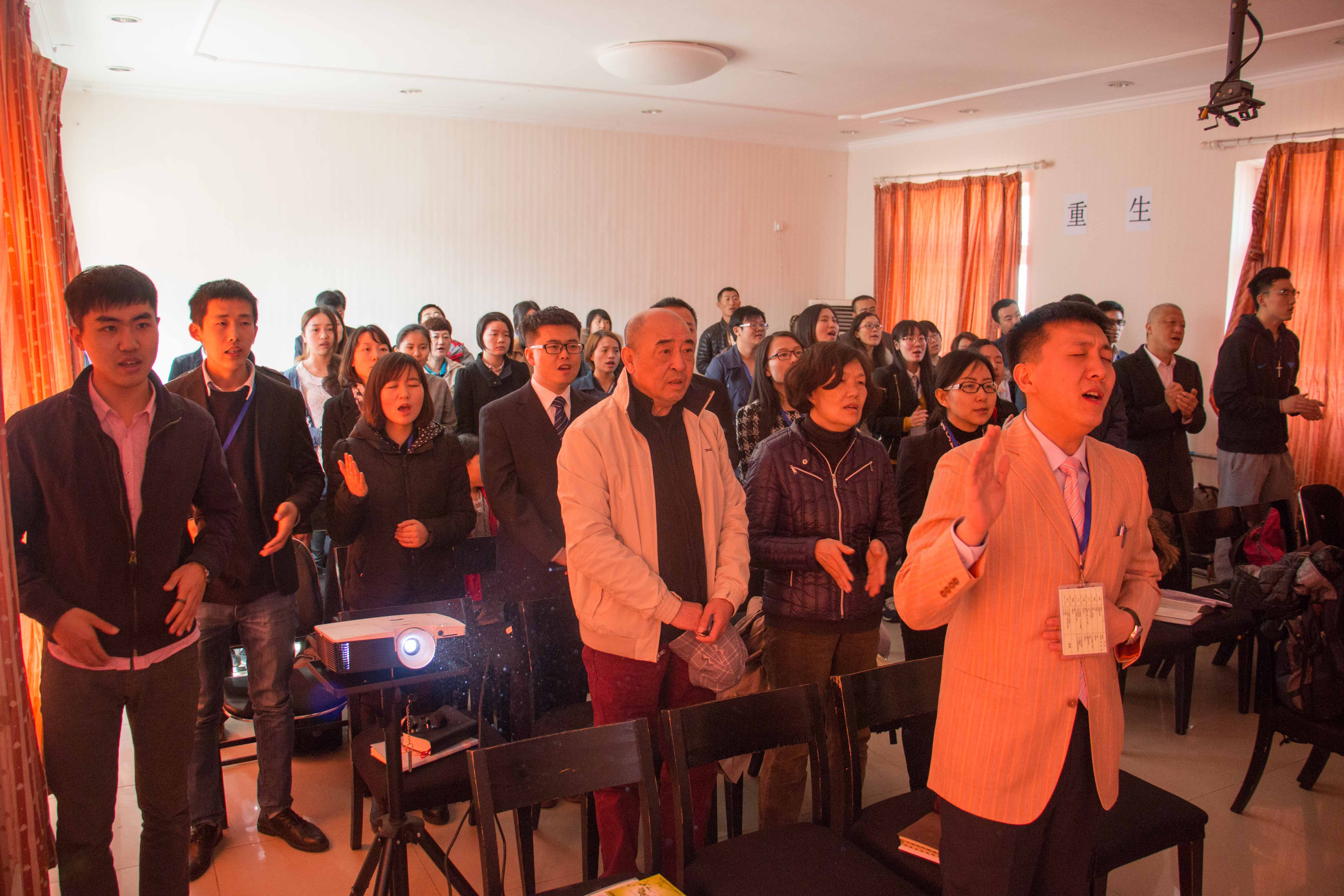
Une église de maison à Shunyi, Pékin.

Les églises de maison chinoises sont des églises de maison chrétiennes non enregistrées et plus ou moins clandestines en Chine. Parmi elles, il y a de nombreuses églises évangéliques. En 2010, le Pew Research Center considérait qu'il y avait en Chine 35 millions de chrétiens protestants (soit 60% des protestants chinois) et 3,3 millions de chrétiens catholiques (soit 37% des catholiques chinois) qui participaient à des églises de maison.

## Histoire
Les « églises de maison » se sont développées dès après la prise du pouvoir par le Parti communiste chinois en 1949, tandis que l'État chinois mettait en place des structures destinées à encadrer et contrôler les religions, notamment l'association patriotique catholique chinoise ou le Mouvement patriotique des trois autonomies, protestant.
Pendant la révolution culturelle de 1966 à 1976, toutes les églises ont été interdites, y compris les églises "officielles". Les persécutions contre l'ensemble des chrétiens ont encouragé le développement d'églises de maison clandestines et le nombre de chrétiens a fortement augmenté pendant ces années noires.
Les membres des églises de maison sont parfois harcelés par les autorités. Bien que la situation diffère selon les régions, les églises de maison sont poussées par les autorités à s'inscrire auprès du bureau des affaires religieuses, qui dépend du "Front uni du Parti communiste chinois" depuis l'absorption de l'Administration d'État pour les affaires religieuses par le Département du travail du Front uni en 2018. Une fois inscrite au registre, aucune autre activité que l'office du dimanche ne peut y avoir lieu.
En 2007 et 2008, de nombreuses arrestations ont eu lieu dans la province du Shangdong, et une chrétienne a été tuée par la police pendant sa détention.
Au cours de la décennie 2010-2020, les chrétiens sont encore persécutés et parfois torturés en Chine,.
En 2018, le pasteur d'une importante église de maison de Chengdu, Wang Yi, a été arrêté. Il sera condamné à huis clos et sans avocat le 30 décembre 2019 à 9 ans de prison pour « incitation à la subversion » et « opérations financières illégales ».

## Dénombrement
Le gouvernement chinois ne comptabilise que les membres adultes et baptisés des églises officielles, ce qui conduit à une minoration des chiffres et ne donne aucune indication sur les églises de maison. Inversement les déclarations des églises conduisent à une majoration, car un grand nombre de personnes fréquentent à la fois des églises enregistrées et non enregistrées. Le Pew Research Center a comparé en 2010 différentes sources : l'Académie des Sciences sociales chinoise publie dans son Blue Book on Religion un chiffre de 29 millions de chrétiens, soit 2,1% de la population, tandis qu'à l'autre extrême, la World Christian Database arrive à un total de 108 millions, soit 8%.
D'après la CIA, il y aurait 71 millions de chrétiens en Chine en 2020, soit 5,1% de la population, en cohérence avec l'étude du Pew Research Center de 2010 qui estimait que la population chrétienne représentait 5% de la population chinoise, soit globalement 58 millions de chrétiens protestants et évangéliques et 9 millions de catholiques. Parmi ces 58 millions de protestants, le Pew Research Center considère qu'il y en a 35 qui participent aux églises de maison (et 23 aux églises officielles regroupées dans le Conseil chrétien de Chine), tandis que chez les catholiques, 3,3 millions de personnes seraient membres d'églises non affiliées à l'« Église patriotique de Chine » et 5,7 seraient membres de l'« Église souterraine ».
Sur des bases aussi difficiles à maîtriser pour le présent, des extrapolations plus ou moins sérieuses projettent 100 à 160 millions de chrétiens en Chine vers 2030,. La forte croissance des églises de maison reste quoi qu'il en soit une réalité indiscutable qui peut expliquer la recrudescence des persécutions du régime chinois contre les églises protestantes de Chine, les églises de maison étant particulièrement visées.

## Groupes
- L'Église locale (地方教會) a été fondée par Ni Tuocheng (dit Watchman Nee), Zhou-An Lee et Shang-Jie Song, entre autres. Une activité importante était la fondation de librairies, qui existent encore.
- La Famille de Jésus (耶穌家庭) a été fondée par Jing Dianying au Shandong.

La majorité de ces églises sont dans des zones rurales.
- Le Petit Troupeau est un mouvement des églises de maison, que mettent des missionnaires dans des pays occidentaux.

Les églises de maison catholiques romaines reconnaissent généralement l'autorité du pape, alors que l'église catholique officielle a dû composer avec le pouvoir chinois.

## Sources
- (de) Article sur le site de Die+Kirche
- World Christian Encyclopedia (2nd édition), tome 1, page 197